# Moonshine Lake Provincial Park
Moonshine Lake Provincial Park är en park i Kanada.   Den ligger i provinsen Alberta, i den centrala delen av landet, 3 200 km väster om huvudstaden Ottawa. Moonshine Lake Provincial Park ligger 718 meter över havet. Den ligger vid sjön Moonshine Lake.
Terrängen runt Moonshine Lake Provincial Park är platt, och sluttar brant österut. Trakten runt Moonshine Lake Provincial Park är nära nog obefolkad, med mindre än två invånare per kvadratkilometer..
I omgivningarna runt Moonshine Lake Provincial Park växer i huvudsak blandskog.